# Christian Johan Lundström
Lars Christian Johan Lundström, född 18 mars 1831 i Lund, död 15 februari 1915 i Uppsala, var en svensk bokhandlare.
Christian Johan Lundström var son till pigan Anna Svensdotter. Han fick 1845 anställning i A. J. Åbergs bokhandel i Lund, där han lärde sig grunderna i bokhandelsyrket. Efter en sommar som sjöman anställdes han 1847 vid Ekbergska bokhandeln i Landskrona. Sedan han själv under några år drivit bokhandeln och varit anställd vid ett grosshandelskontor i Göteborg, anställdes han 1856 i Adolf Bonniers bokhandel i Stockholm. Bonnier, som från 1849 innehade Akademiska bokhandeln i Uppsala, utsåg 1861 Lundström till föreståndare för sin filial där. När Bonnier dog 1867, blev Lundström ägare till den akademiska boklådan i Uppsala, och samma år antogs han av universitetet till akademisk bokhandlare. I över 40 år var Lundström verksam som boklådans ägare och efter företagets ombildning till aktiebolag 1908 dess VD, till han 1911 sålde sina aktier i bolaget till Johannes Wingren. Lundström, som åtnjöt stort anseende i Uppsala, deltog livligt i stadens kommunala liv och tillhörde 1869–1906 Uppsala stadsfullmäktige. Han är begravd på Uppsala gamla kyrkogård.